# Bembidion intermedium
Bembidion intermedium es una especie de escarabajo del género Bembidion, familia Carabidae. Fue descrita científicamente por Kirby en 1837.
Habita en Canadá y los Estados Unidos.